# Oreotrochilus chimborazo
Oreotrochilus chimborazo là một loài chim trong họ Chim ruồi.